# Dichagyris stellans
Dichagyris stellans là một loài bướm đêm trong họ Noctuidae.